# Dagmawit Moges
 (mars 2019).
Pour les articles homonymes, voir Moges.
Dagmawit Moges est une femme politique éthiopienne. Elle est ministre des Transports de l’Éthiopie depuis fin 2018.

## Biographie
Dagmawit Moges travaille comme porte-parole de la municipalité d’Addis Abeba ; elle devient vice-maire de la ville en juillet 2018.
En octobre 2018, elle est nommée ministre des Transports au sein du gouvernement d’Abiy Ahmed.